# Limacina lesueurii
Limacina lesueurii är en snäckart som först beskrevs av d'Orbigny 1836.  Limacina lesueurii ingår i släktet Limacina och familjen Limacinidae. Inga underarter finns listade i Catalogue of Life.